# Њутнови закони
Њутнови закони су скуп три закона класичне физике. Они описују везу између кретања тела и сила које делују на тело и први их је представио Исак Њутн. Они су објављени у књизи „Philosophiae Naturalis Principia matematica“ или у слободном преводу Математичке основе природне филозофије (како је Њутн звао физику) из 1687. године. Ови закони чине темеље класичне механике. Њутн их је користио да објасни и истражи кретање многих физичких објеката и система. На пример, у трећем тому текста, Њутн је показао да закони кретања, у комбинацији са његовим законом универзалне гравитације, могу да објасне Кеплерове законе планетарног кретања. 
Први закон квалитативно дефинише силу, други закон нуди квантитативну меру силе, а трећи тврди да појединачна изолована сила не постоји. Ова три закона су изражена на више начина, током скоро три века, и могу се сумирати на следећи начин:
Први закон
У инерцијалном референтном оквиру објект остаје у мировању или се наставља кретати константном брзином, осим ако на њега не делује сила.
Други закон
У инерцијалном референтном оквиру векторски збир сила F које делују на објект једнак је маси m тог објекта, помноженој са убрзањем a објекта: F = ma. (Овде се претпоставља да је маса m константна - видети испод.)
Трећи закон
Када једно тело делује силом на друго тело, друго тело истовремено делује силом једнаке величине и супротног смера на прво тело.
Неки описују и четврти закон који наводи да се силе сабирају попут вектора, односно да се силе покоравају принципу суперпозиције.

## Преглед
Њутонови закони примењују се на објекте који су идеализовани као масе датих тачака, у смислу да се величина и облик тела објекта занемарују да би се лакше посветила пажња његовом кретању. То се може учинити када је објект мали у поређењу с растојањима која су обухваћена анализом, или ако деформација и ротација тела немају никакву важност. На тај начин се чак и планета може идеализовати као честица за анализу њеног орбиталног кретања око звезде.
У свом изворном облику, Њутнови закони кретања нису адекватни да карактеришу кретање крутих и деформабилних тела. Леонард Ојлер је 1750. године увео је генерализацију Њутнових закона кретања за крута тела која се звала Ојлерови закони кретања. Они су касније примењени и на деформабилна тела која су постулирана као континуум. Ако је тело представљено као склоп дискретних честица, свака од којих је регулисана Њутновим законима кретања, онда се Ојлерови закони могу извести из Њутнових закона. Ојлерови закони се међутим могу сматрати и аксиомима који описују законе кретања за проширена тела, независно од корпускуларне структуре.
Њутнови закони важе само у одређеном сету референтних оквира који се називају Њутновским или инерцијалним референтним оквирима. Неки аутори тумаче први закон као дефинисање инерцијалног референтног оквира; са тог становишта, други закон је применљив само кад је опажање направљено из инерцијалног референтног оквира, те се стога први закон не може доказати као посебан случај другог. Други аутори третирају први закон као последицу другог. Експлицитни концепт инерцијалног референтног оквира развијен је недуго након Њутнове смрти.
У датој интерпретацији претпоставља се да су маса, убрзање, моменат и (што је најважније) сила спољашње дефинисане величине. Ово је најчешће, али не и једино тумачење начина на који закони могу бити дефинисати за ове величине.
Њутновска механика била је замењена специјалним релативношћу, али је још увек корисна као апроксимација када су разматрају брзине много мање од брзине светлости.

## Предуслови
Њутнови закони се често наводе у смислу маса тачке или честице, односно тела чија је запремина занемарљива. Ово је разумна апроксимација за стварна тела када се кретање унутрашњих делова може занемарити и када је размак између тела много већи од величине сваког. На пример, Земља и Сунце се могу апроксимирати као тачкасти објекти када се разматра орбита првог око другог, али Земља није попут тачке када се разматрају активности на њеној површини.
Математички опис кретања, или кинематика, заснива се на идеји специфицирања положаја помоћу нумеричких координата. Кретање је представљено овим бројевима који се мењају током времена: путања тела је представљена функцијом која свакој вредности временске променљиве додељује вредности координата положаја. Најједноставнији случај је једнодимензионалан, односно када је тело ограничено да се креће само дуж праве линије. Његов положај се тада може дати једним бројем, који показује где се налази у односу на неку одабрану референтну тачку. На пример, тело може слободно да клизи дуж стазе која се креће са лева на десно, те се његова локација може одредити његовом растојањем од погодне нулте тачке или почетка, са негативним бројевима који указују на положаје са леве стране и позитивним бројевима који означавају позиције десно. Ако је локација тела дата као функција времена {\displaystyle s(t)}, онда је његова просечна брзина током временског интервала од {\displaystyle t_{0}} до {\displaystyle t_{1}}
{\displaystyle {\frac {\Delta s}{\Delta t}}={\frac {s(t_{1})-s(t_{0})}{t_{1}-t_{0}}}.}
Овде се по традицији користи грчко слово {\displaystyle \Delta } (делта) за означавање „промена“. Позитивна просечна брзина значи да се координата положаја {\displaystyle s} повећава у интервалу о коме је реч, а негативна просечна брзина указује на нето смањење у том интервалу, док нулта просечна брзина значи да тело завршава временски интервал у истом месту где је и почело. Рачун пружа средства да се дефинише тренутна брзина, мера брзине и смера кретања тела у датом тренутку, а не у интервалу. Једна од нотација за тренутну брзину је замена {\displaystyle \Delta } симболом {\displaystyle d}, на пример, {\displaystyle v={\frac {ds}{dt}}.} Ово означава да је тренутна брзина дериват положаја у односу на време. То се може грубо замислити као однос између бесконачно мале промене у позицији {\displaystyle ds} и бесконачно малог временског интервала {\displaystyle dt} током којег се то дешава. Пажљивије гледано, брзина и сви остали деривати се могу дефинисати коришћењем концепта лимита. Функција {\displaystyle f(t)} има лимит од {\displaystyle L} на датој улазној вредности {\displaystyle t_{0}} ако се разлика између {\displaystyle f} и {\displaystyle L} се може учинити произвољно малом избором улаза довољно близу {\displaystyle t_{0}}. Може се написати, {\displaystyle \lim _{t\to t_{0}}f(t)=L.} Тренутна брзина се може дефинисати као лимит просечне брзине како се временски интервал смањује ка нули: {\displaystyle {\frac {ds}{dt}}=\lim _{\Delta t\to 0}{\frac {s(t+\Delta t)-s(t)}{\Delta t}}.} Убрзање се односи према брзини, као што је брзина односи према позицији: то је дериват брзине у односу на време. Убрзање се такође може дефинисати као лимит: {\displaystyle a={\frac {dv}{dt}}=\lim _{\Delta t\to 0}{\frac {v(t+\Delta t)-v(t)}{\Delta t}}.} Према томе, убрзање је други извод положаја, који се често пише као {\displaystyle {\frac {d^{2}s}{dt^{2}}}}.
Положај, када се мисли о померању од почетне тачке, је вектор: величина са магнитудом и смером. Брзина и убрзање су такође векторске величине. Математички алати векторске алгебре пружају средства за описивање кретања у две, три или више димензија. Вектори се често означавају стрелицом, као у {\displaystyle {\vec {s}}}, или подебљаним словима, као што је {\displaystyle {\bf {s}}}. Често су вектори визуелно представљени као стрелице, при чему је смер вектора правац стрелице, а магнитуда вектора је означена дужином стрелице. Нумерички, вектор се може представити као листа; на пример, вектор брзине тела може бити {\displaystyle {\vec {v}}=(\mathrm {3~m/s} ,\mathrm {4~m/s} )}, што указује да се креће брзином од 3 метра у секунди дуж хоризонталне осе и 4 метра у секунди дуж вертикалне осе. Исто кретање описано у другом координатном систему биће представљено различитим бројевима, а векторска алгебра се може користити за превођење између ових алтернатива.
физички концепт силе чини квантитативном свакодневну идеју гурања или повлачења. Силе у Њутновској механици често су последица примене струна и ужади, трења, напора мишића, гравитације и тако даље. Као и померање, брзина и убрзање, сила је векторска величина.

## Први закон: Закон инерције
У оригиналу, на латинском, Њутн је први закон записао: , што се мало слободније и простије речено преводи као:
Свако тело остаје у стању релативног мировања или равномерног праволинијског кретања све док га деловање или дејство другог тела не присили да то стање промени.
Овај закон се такође назива и основни закон кретања, а описује принцип инерције и може се исказати и на следећи начин:
Тело на које не делују силе има тежњу да настави кретање истим смером и брзином.
{\displaystyle \sum _{i=1}^{n}{\overrightarrow {F_{i}}}={\overrightarrow {0}}\Rightarrow {\frac {\mathrm {d} \mathbf {v} }{\mathrm {d} t}}=0.}

## Други закон: Закон силе
Овај закон је Њутн написао овим речима, на латинском: „Mutattionem motus proportionalem esse vi motrici impressae, et fieri secundum lineam rectam qua vis illa imprimitur.“, што се мало слободније и простије речено преводи као:
Убрзање тела је сразмерна сили која на њега делује, а обрнуто сразмерно маси тела.

## Трећи закон: Закон акције и реакције
Текст закона како је Њутн записао на латинском је: , што мало слободније и простије речено значи:
Сила којом једно тело делује на друго тело једнака је по интензитету и правцу сили којом друго тело делује на прво, али је супротног смера.
За сваку силу акције која делује на неко тело постоји и сила реакције. Сила реакције је истог интензитета и правца као и сила акције али супротног смера. Важно је истаћи да се оне узајамно не поништавају, већ делују у различитим референтним системима, везаним за тело које је начинило акцију и тело које је реаговало.
:{\displaystyle {\overrightarrow {F_{1}}}=-{\overrightarrow {F_{2}}}}

## Област важења закона
Ови закони су важећи само у класичној механици, где је брзина много мања од брзине светлости а маса тела пуно већа него је величина атомских делова (електрон, протон, неутрон). У случају изузетно великих брзина, упоредивих са брзином светлости, или изузетно малих маса, упоредивих са масом атома, појављују се други ефекти који се прецизно описују законима квантне механике и релативистичке физике.
Сва три Њутнова закона се могу добити из закона квантне и релативистичке механике, апроксимацијом да су брзине бесконачно мале спрам брзине светлости.